# ایستگاه قطار شهری کوهستان پارک
ایستگاه قطار شهری کوهستان پارک دومین ایستگاه‌ خط ۱ قطار شهری مشهد است که در انتهای بلوار وکیل آباد و در مجاورت کوهستان پارک قرار دارد.
از این ایستگاه ۷ خط اتوبوس‌رانی مشهد و حومه می‌گذرد.